# Rue de l'Oculus
La rue de l’Oculus est une voie piétonne souterraine du 1er arrondissement de Paris, en France, située dans le Forum des Halles.

## Situation et accès

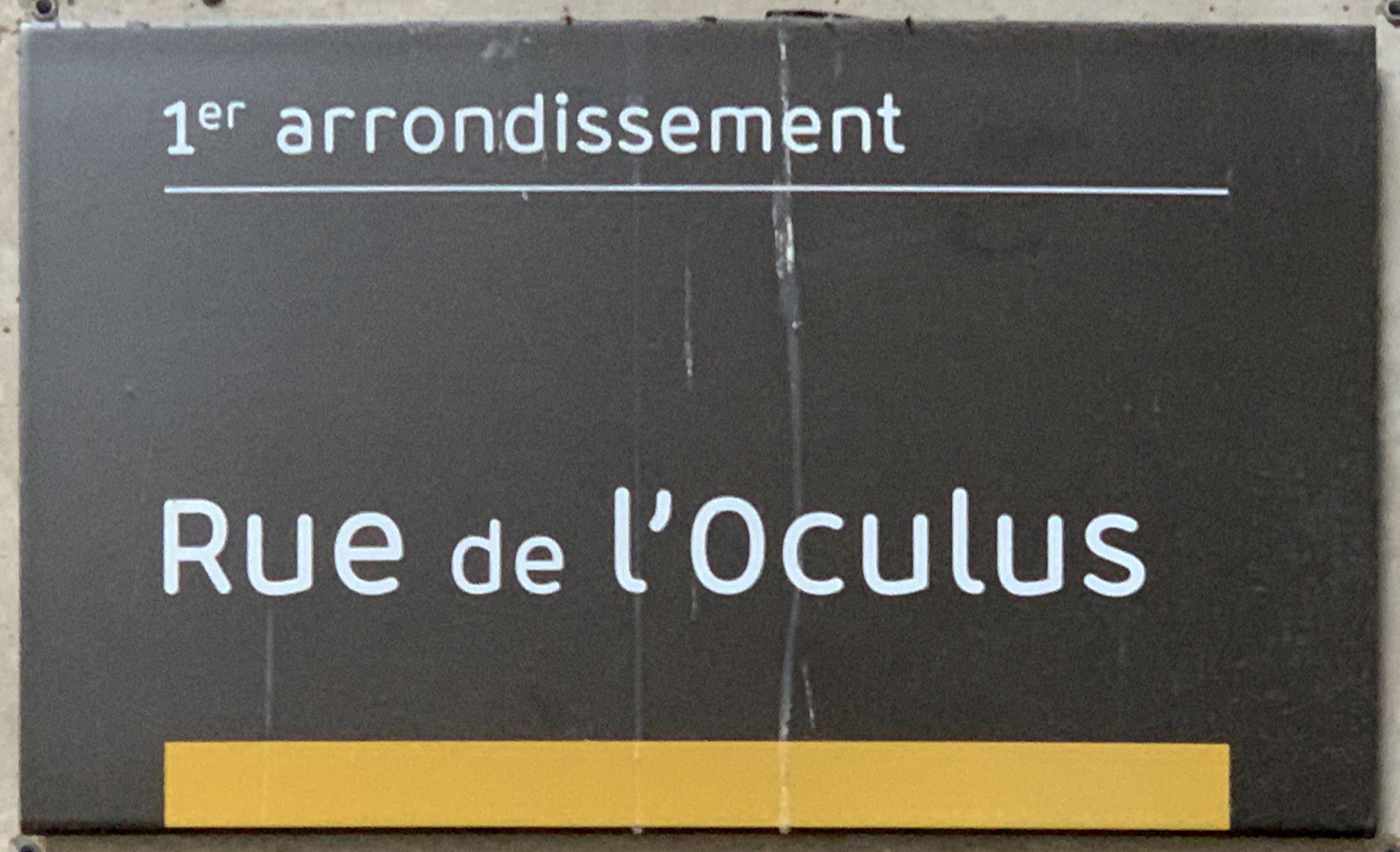
Plaque de la rue.

La rue de l'Oculus est une voie privée située dans le 1er arrondissement de Paris. Elle débute au 11, rue du Cinéma et se termine au 51, rue de la Boucle.

## Historique
Elle a été créée en 1986 lors de l'aménagement du secteur ouest des Halles et a pris sa dénomination par décret municipal du 6 novembre 1986.

## Pour approfondir